# Zhongxing 6B
Zhongxing 6B – geostacjonarny satelita telekomunikacyjny chińskiego operatora ChinaSatcom, stacjonujący nad południkiem 115,5°E. Zbudowany przez Thales Alenia Space, na bazie platformy SC-4000C2, przenosi 38 transponderów pasma C do transmisji około 300 kanałów telewizyjnych na terenie Chin, przez około 15 lat.
Satelita konsumuje ok. 8700 W energii elektrycznej.